# Erigone maculivulva
Erigone maculivulva är en spindelart som beskrevs av Embrik Strand 1907. Erigone maculivulva ingår i släktet Erigone och familjen täckvävarspindlar. Inga underarter finns listade i Catalogue of Life.